# Semana Santa en Sanlúcar de Barrameda
La Semana Santa en Sanlúcar de Barrameda es desde el punto de vista religioso y cultural, uno de los principales acontecimientos que tiene lugar en esta ciudad andaluza, y es, junto a la Feria de la Manzanilla, una de sus principales fiestas. Se celebra en la semana del primer plenilunio de la primavera, pudiendo celebrarse por tanto entre la segunda mitad de marzo y/o las tres primeras semanas de abril. La Semana Santa de Sanlúcar de Barrameda es una de las más importantes de la Diócesis de Asidonia-Jerez y de la provincia de Cádiz, y prueba de ello es que fue declarada en 2002 Fiesta de Interés Turístico Nacional de Andalucía, título otorgado por la Junta de Andalucía. 
La Semana Santa es un rito perteneciente al catolicismo, en el que las cofradías deben realizar Estación de Penitencia hacia la Parroquia de Ntra. Sra. de la O, primera parroquia y templo de mayor antigüedad de Sanlúcar de Barrameda mediante procesiones, que consisten en desfiles con un cortejo organizado, que comienza habitualmente con la cruz de guía, flanqueada por faroles, y continúa con filas de penitentes o nazarenos con cirios. En el cortejo figuran pasos, normalmente dos por cofradía, en el que se conmemora la pasión y muerte de Cristo y el calvario sufrido por su madre, la Virgen María, mediante tallas de imaginería. Cada uno de estos pasos puede estar acompañada de música a través de Bandas de Música, Agrupaciones Musicales, Bandas de Cornetas y Tambores o Música de Capilla, que interpretan marchas procesionales, aunque existen procesiones sin música. Son muchos los sanluqueños que acompañan a las imágenes vistiendo el hábito de nazareno o penitencial portando cirios, cruces o antecediendo a los pasos como acólitos. Otros realizan la estación de penitencia como costaleros.
Son diecisiete el número de hermandades, algunas de varios siglos de antigüedad, y 28 el número de pasos los que procesionan en la Semana Santa sanluqueña, desde el Domingo de Ramos, primer día de la Semana Santa, hasta el Domingo de Resurrección.
La particularidad de la Semana Santa sanluqueña reside en gran parte en los itinerarios, muchas veces abruptos, por donde transcurren sus cofradías. Las hermandades sanluqueñas se pasean entre el Barrio Bajo, en la parte baja de la ciudad y el Barrio Alto, en la parte alta. Para ello, deben caminar por cuestas largas y empinadas entre estos dos barrios, por calles estrechas y plazas recoletas, desde sus hermosas y antiquísimas iglesias y parroquias. También destaca por su imaginería. Algunas de su imágenes cuentan con varios siglos de antigüedad, y entre los autores, destacan Luisa Roldán (La Roldana), Francisco de Ocampo, Luis Álvarez Duarte o Antonio Eslava.

## Introducción

### Consejo Local de Hermandades y Cofradías
Es el órgano encargado de la organización de la Semana Santa, es decir, de agilización de trámites y establecimiento de acuerdos con las instituciones oficiales, así como de la organización de horarios y recorridos de las Hermandades y de la Carrera Oficial. A él pertenecen todas las Hermandades y Cofradías de Sanlúcar de Barrameda, tanto las de Penitencia como las de Gloria, y sus miembros son elegidos por los Hermanos Mayores de las Hermandades. Cuenta con Estatutos propios y mediante la celebración de los plenos en donde están representados el propio Consejo y las Cofradías, se toman las decisiones más importantes que le competen. Uno de ellos es el Pleno de Toma de Horas, celebrado en la Cuaresma y donde se aprueban los itinerarios de las cofradías de la Semana Santa.

### Estación de Penitencia

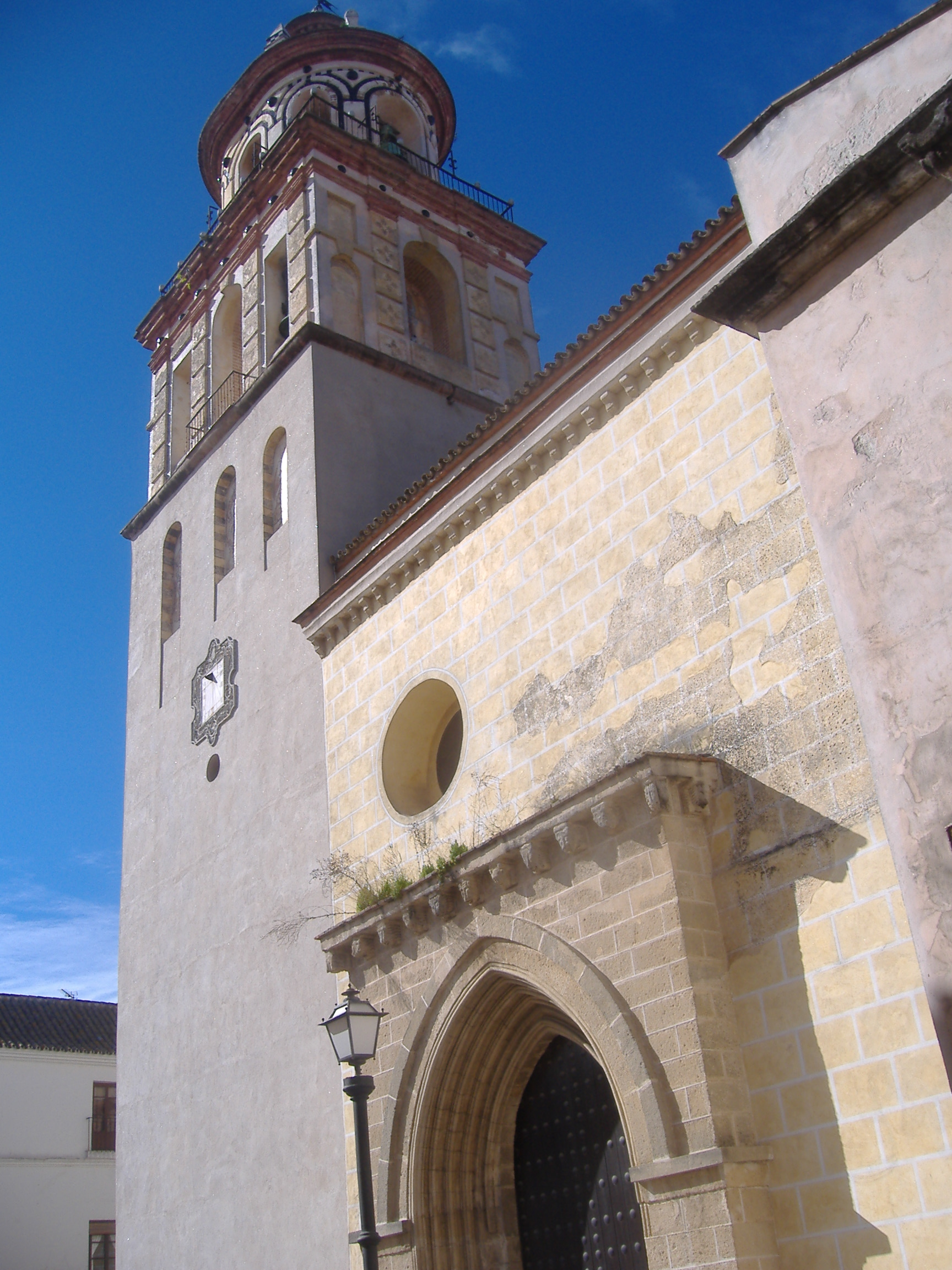
La Parroquia Mayor de Ntra. Sra. de la O es la Iglesia donde las Hermandades de Sanlúcar deben hacer estación de penitencia

Todas las Hermandades, conforme a sus reglas, deben hacer obligatoriamente Estación de Penitencia a la Parroquia de Nuestra Señora de la O, que es la Iglesia Mayor de Sanlúcar de Barrameda. 

### Carrera Oficial
La Carrera Oficial es el recorrido obligatorio y común que deben realizar todas las cofradías. La de Sanlúcar es un poco distinta en relación con la de otras ciudades andaluzas. Está dividida en dos: una primera parte, situada en el Barrio Alto, concretamente en la Plaza Manuel Romero Pazos y la Plaza de la Paz, en donde las Cofradías hacen Estación de Penitencia a la Iglesia Mayor; y la segunda parte, situada en el centro de la ciudad, concretamente en la calle San Juan y calle Ancha, y en el que se sitúa la Presidencia, formada por miembros del Ayuntamientos y del Consejo, así como por otras personalidades. Además, en cada uno de los dos tramos de la Carrera Oficial está situado el Palquillo del Consejo Local de Hermandades y Cofradías, en donde las cofradías piden la venia para hacer la Estación de Penitencia, certificándose así el correcto funcionamiento del horario e itinerario de la cofradía. Por último, en la Carrera Oficial se sitúan las sillas y palcos, gestionados por el Consejo Local de Hermandades y Cofradías en colaboración con el Ayuntamiento de Sanlúcar para su puesta en alquiler durante la Semana Santa.

### Sedes Canónicas
La Sede Canónica es la residencia oficial de la cofradía, y por tanto, es el templo donde residen durante todo el año las imágenes titulares de las Hermandades, y en donde las Hermandades inician y organizan su Estación de Penitencia, así como llevan a cabo el resto de sus cultos (Novenas, Quinarios, Triduos, Besamanos, Pregones, Conferencias, Vía Crucis...). 
Las 16 Hermandades sanluqueñas residen en 12 templos: la Iglesia de San Miguel, la Iglesia de San Diego, la Iglesia de los Ángeles del Palmar, la Basílica Menor de Ntra. Sra. de la Caridad Coronada y la Parroquia de Ntra. Sra. de la O en el Barrio Alto, en el Barrio Bajo se sitúan la Parroquia de Ntra. Sra. del Carmen, la Iglesia de la Stma. Trinidad, la Iglesia de los Desamparados, la Parroquia de Santo Domingo, la Parroquia de San Nicolás de Bari y la Iglesia de San Francisco, mientras que en Bonanza, núcleo de población alejado del centro de la ciudad, se encuentra la Parroquia de Ntra. Sra. del Carmen de Bonanza.

### Lugares cofrades
En Sanlúcar, destacan por su especial belleza el paso de las cofradías por la Cuesta de Belén, el Carril de San Diego, la Cava del Castillo, la Plaza Madre de Dios, la calle Descalzas, el Arco de Rota,calle Torno...

### Pregón de la Semana Santa
Se trata de un discurso, en donde a través de la poesía y la retórica, se ensalzan los valores, acontecimientos y tradiciones de la Semana Santa, siendo un preludio de la Semana Mayor que se aproxima. El pregonero, elegido por el Consejo Local de Hermandades y Cofradías, es el encargado de recitar el pregón que previamente ha elaborado. Se celebra el Domingo de Pasión, esto es, el Domingo inmediatamente anterior al Domingo de Ramos. Actualmente, el Pregón se celebra en el Auditorio de la Merced.

### Santo Entierro Magno y otras procesiones Magnas
En la Semana Santa del 2011, tuvo lugar la celebración del Santo Entierro Magno el Sábado Santo. La Hermandad del Santo Entierro por ello cambió ese año el día de su Estación de Penitencia, y fue acompañada por los pasos de Cristo de todas las Hermandades, que recrearon la Pasión y Muerte de Nuestro Señor Jesucristo. Fue un día histórico para la ciudad ya que vinieron turistas de todos los lugares.
El orden de los pasos de Misterio (y algunos de Palio) fue el siguiente: 
- Nuestro Padre Jesús de la Paz (Cofradía de la Burrita);
- Nuestro Padre Jesús de la Oración en el Huerto;
- Santísimo cristo de las Misericordias;(Cofradía de los Dolores)
- Nuestro Padre Jesús de la Humildad y Paciencia (Cofradía de la Cañita) ;
- Nuestro Padre Jesús del Cautivo (Cofradía del Cautivo) ;
- Nuestro Padre Jesús del Silencio, Stmo. Cristo de la Redención, María Santísima del Amor y San Juan Bautista de La Salle (Cofradía del Silencio);
- Nuestro Padre Jesús Nazareno;
- Nuestro Padre Jesús del Consuelo;
- Santísimo Cristo de la Expiración;
- Stmo. Cristo de los Milagros, Ntra. Madre y Sra. de las Penas, San Juan Evangelista, Santa María Magdalena y María Stma. del Rosario (Cofradía de los Estudiantes);
- Santísimo Cristo de la Vera-Cruz;
- María Santísima de las Angustias;
- Hermandad y Cofradía de Nazarenos de las Cinco Llagas, Santo Entierro de Nuestro Señor Jesucristo y Soledad de María Santísima.

En el año 2022 tiene previsto realizar una procesión Magna Mariana para conmemorar el 500 aniversario de la finalización de la primera vuelta al mundo con culminación el 6 de septiembre de 1522 en Sanlúcar de Barrameda por Juan Sebastián el Cano, así como el 75 aniversario de la creación de su Consejo de Hermandades.

### El "Cincho" y la "Chasca"
El cincho y la chasca son dos elementos particulares, tradicionales y únicos de la Semana Santa sanluqueña.
El cincho es una forma de carga de los pasos. Se trata de un sistema en el que los pasos no tienen trabajaderas, sino que está dividido en calles donde se colocan dos correas de cuero atadas al cuerpo, que se enganchan por el interior del paso para que los cargadores la pongan sobre sus hombros. Sin embargo, el cincho es un método en desuso. Solo la Hermandad de la Vera Cruz lo utiliza. El resto de pasos usan como método de carga el costal.
Con respecto a la chasca, se trata de un instrumento de madera semejante a una castañuela, que los diputados de tramo que utilizan para reiniciar y parar la marcha en sus tramo, así como comunicarlo al resto de tramos para que a su vez el diputado del tramo correspondiente haga lo mismo. Con la chasca, no pasa lo mismo que con el cincho, pues la mayoría de las Hermandades de Sanlúcar continúan utilizándola.

## Hermandades

### Domingo de Ramos
En el Domingo de Ramos procesionan tres Hermandades.
Ilustre y Fervorosa Hermandad y Cofradía de Nazarenos de Nuestro Padre Jesús de la Paz en su Entrada Triunfal en Jerusalén, Santísimo Cristo del Perdón Despojado de sus Vestiduras, Nuestra Señora de la Victoria y San Miguel Arcángel (La Burrita).
La Hermandad tiene su sede canónica en la Iglesia de San Miguel, sita en la Puerta de Jerez, en el Barrio Alto sanluqueño. Esta cofradía, conocida popularmente como "La Burrita" o "La Borriquita", fue fundada en 1946 en la Iglesia de la Stma. Trinidad. Desde su fundación hasta el año 1956 realizó su estación de penitencia desde la Iglesia de la Stma. Trinidad, y a partir de ese año se trasladó a la Parroquia del Carmen, hasta que en 1963 se obtuvo la autorización episcopal para trasladarse a la Iglesia de San Miguel, donde tiene en la actualidad su residencia canónica. Procesiona con dos pasos, el de Nuestro Padre Jesús de la Paz, y el de Nuestra Señora de la Victoria. Destaca el número de niños que procesiona con la túnica nazarena. Además, es la única cofradía que sube la empinada Cuesta de Belén, hecho que se produce desde 1984.
La imagen de Ntro. Padre Jesús de la Paz, es obra de Carlos Bravo Nogales de 1949, bendecida el 7 de marzo de ese mismo año en la Iglesia de la Trinidad. Está realizada en madera de cedro y posee brazos y piernas articulables. Presenta a Jesús, sentado sobre un pollino, bendiciendo a la multitud que lo aclama. El Actual Pollino está realizado por el escultor Juan Herrera en 1990, Completan el misterio las imágenes de San Pedro, San Juan y Santiago, realizadas en 1982 por el imaginero José Pérez Conde y adquiridas a la Hermandad de la Borriquita de Cádiz; la figura de un niño realizada por el escultor onubense David Valenciano Larios, estrenada en la Semana Santa de 2006, un hebreo de pie, dos mujeres hebreas de pie y una mujer arrodillada aclamando al Señor, todas ellas de autor desconocido así como la "burrita chica" realizada por el mismo escultor de la Imagen del Señor.
La imagen de la Virgen es obra de Antonio Eslava Rubio de 1969. Siendo Bendecida el 30 de diciembre de ese año en la Parroquia de Santa María de la O. Es una Imagen de Candelero que fue restaurada en 2004 por el escultor onubense David Valenciano Larios.
Con respecto al Stmo. Cristo del Perdón es obra realizada en resina de poliéster, de 2003, de Miguel Ángel Caballero Pérez, y representa el momento en que Jesús es despojado de sus vestiduras. No sale en procesión.
Los nazarenos que acompañan a Ntro. Padre Jesús de la Paz y a Ntra. Sra. de la Victoria visten antifaz, túnica y capa blanca, Cingulo Rojo y Blanco, escudo de la Hermandad en el antifaz, y en la capa anagrama de Cristo o María, según el cortejo en el que se vaya.
Ilustre y Fervorosa Hermandad y Cofradía de Nazarenos del Santísimo Sacramento, Sagrada Cena de Nuestro Señor Jesucristo y María Stma. del Dulce Nombre. (La Cena)
Esta Hermandad radica en la Parroquia de Ntra. Sra. del Carmen, del barrio marinero de Bonanza, y fue fundada en 2005, un año después fue erigida como Agrupación Parroquial en 2006, y finalmente no fue hasta el 28 de febrero de 2012 cuando se proclamó coincidiendo con el día de Andalucía, hermandad de penitencia por decreto del Obispo de la Diócesis de Asidonia-Jerez, D. José Mazuelos Pérez. Tras la elevación la Hermandad comienza a realizar su estación de penitencia el martes santo. En el verano de 2016 y tras conocerse la entrada del Prendimiento a la nómina la hermandad solicita su cambio de día al Domingo de Ramos el cual es aprobado por el consejo. 
Es la hermandad con el recorrido más largo de la Semana Santa de Sanlúcar, con más de 8 kilómetros. 
El Señor de la Cena es obra del imaginero Sevillano de Carmona Miguel Ángel Valverde Jiménez, y fue bendecido en 2011, representa el momento en el que Pedro se acerca a Jesús, en la Santa Cena. La imagen del señor va junto a los doce apóstoles, Pedro, Andrés, Santiago, Juan, Felipe, Bartolomé, Tomas, Mateo, Santiago, Judas y Judas el traidor, obra del sanluqueño Jesús Guerrero. La imagen de María Stma. es obra del imaginero Israel Cornejo Sánchez en 2014, bendecida a finales de febrero de ese año.
Los nazarenos que realizan Estación de Penitencia con la hermandad, visten túnica blanca sin capa, con capirote en color burdeos, llevando cíngulo blanco y rojo sacramental. 
Ilustre y Fervorosa Hermandad Sacramental y Cofradía de Nazarenos de Nuestro Padre Jesús de la Oración en el Huerto, Santos Apóstoles Pedro, Santiago y Juan y María Santísima de Gracia y Esperanza. (El Huerto)
Tiene su sede canónica en la Iglesia de San Diego, en la Plaza Cristo de la Oración, justo al lado del Castillo de Santiago y del antiguo Hospital de San Diego, hoy centro de salud, en el Barrio Alto. Fue fundada en 1947 por un grupo de jóvenes de la mano de Fray Luis Antonio de Sevilla. Sale a la calle con dos pasos, el de Ntro. Padre Jesús de la Oración en el Huerto, acompañado por los apóstoles Pedro, Santiago y Juan, y el paso de María Stma. de Gracia y Esperanza. En 1949 sale por primera vez en procesión, aunque solo con el paso de misterio. En 1974 es cuando comienza a salir el paso de la Virgen.
El Señor Orando en el Huerto y el Ángel Confortador salieron de la gubia de Antonio Eslava. Está tallado en pino de Flandes, y presenta a Jesús orando al Padre, la cabeza levantada hacia el cielo y las manos en gesto suplicante. Los Apóstoles son obra de Rafael del Río de 1988. La Dolorosa, de extraordinaria belleza, fue realizada por Luis Álvarez Duarte en 1980 y donada por Antonio Quintero Márquez, miembro de la junta de gobierno de entonces, sustituyendo a la anterior, obra de Eslava.
Como curiosidad en la Semana Santa de 1980, el paso de la Virgen fue abandonado por los costaleros, que por entonces eran asalariados, por lo que se tuvo que formar una cuadrilla de costaleros entre los mismos hermanos nazarenos, que llevaron hasta su iglesia el paso de la Virgen en loor de multitudes y gran entusiasmo dando lugar a la formación de la cuadrilla de Hermanos Costaleros.
Los nazarenos que acompañan la imagen de Ntro. Padre Jesús de la Oración en el Huerto, visten túnica y capa burdeos; antifaz, fajín, botonadura y guantes blancos. Los que acompañan a María Stma. de Gracia y Esperanza, visten túnica y antifaz verdes; capa, fajín, botonadura y guantes blancos.

### Lunes Santo
En el Lunes Santo procesionan dos hermandades:
Fervorosa y Franciscana Hermandad y Cofradía de Nazarenos de Nuestro Padre Jesús de la Humildad y Paciencia en su Sagrada Coronación de Espinas y Nuestra Señora de las Lágrimas. (La Cañita)
Esta Hermandad tiene su sede canónica en la Basílica Menor de Ntra. Sra. de la Caridad Coronada, en el Barrio Alto. Procesiona con dos pasos, el de Nuestro Padre Jesús de la Humildad y Paciencia en su Sagrada Coronación de Espinas, y el de la Virgen de Nuestra Señora de las Lágrimas. Fue fundada el 2 de abril de 1944 en el Santuario de la Caridad a instancias de Antonio García Gómez y del sacerdote Francisco Domínguez de la Cámara  para dar culto a la imagen del Cristo de la Humildad y Paciencia que residía en la Caridad. Realiza por primera vez su Estación de Penitencia el 15 de abril de 1946, Lunes Santo, acompañado de una dolorosa. El 23 de febrero de 1947 es bendecida la Virgen de las Lágrimas, obra de Manuel Pineda Calderón, que no procesiona hasta el año siguiente. El 28 de junio el Arzobispado de Sevilla aprueba las primeras Reglas de la Hermandad. En 1991, recibieron el título de Franciscana. La Hermandad se conoce popularme como "La Cañita", ya que el Cristo de la Humildad y Paciencia lleva entre sus manos una caña tal y como cuenta los Evangelios durante la Coronación de Espinas del Señor. 
La talla de Jesús de la Humildad y Paciencia, en madera policromada, es obra documentada del escultor Francisco de la Gándara Hermosa de Acevedo. En el Archivo de la Casa de Medina Sidonia se conserva el original del pago realizado por Alonso Pérez de Guzmán el Bueno y Zúñiga, VII Duque de Medina Sidonia, fechado el 27 de agosto de 1605, referente al encargo de la imagen. La imagen fue policromada y encarnada por el pintor Melchor Ramos, criado del conde de Niebla. Aparece inventariada, en el Santuario de Ntra. Sra. de la Caridad, por primera vez en 1720. La talla recoge el momento iconográfico en el que Cristo, después de haber sido azotado y escarnecido, y transportar la cruz, espera pacientemente sentado en el Gólgota su crucifixión. Sin embargo, cuando se fundó esta Hermandad que actualmente le rinde culto, su iconografía ya se había modificado al momento pasional previo de Coronación de Espinas, presentando clámide y caña. En 1945 fue restaurado por Manuel Pineda Calderón, y en 2012 por Jesús Guerrero García. Acompaña al Señor de la Humildad y Paciencia un conjunto escultórico, tallado por el escultor sevillano Manuel Ramos Corona entre 2016 y 2017, conformado por cuatro soldados romanos y un centurión romano, recreándose la escena de la Coronación de Espinas.
La imagen de la Virgen de las Lágrimas, de extrema belleza, es obra de Manuel Pineda Calderón. Fue bendecida el 23 de febrero de 1947.
Los nazarenos que acompañan la imagen de Ntro. Padre Jesús de la Humildad y Paciencia, visten túnica y antifaz granates, cinturón de esparto y guantes negros. Los que acompañan a Ntra. Sra. de las Lágrimas, visten túnica granate, antifaz blanco, cinturón de esparto y guantes blancos.
Hermandad y Cofradía de Nazarenos del "Pusillus Grex" de la Divina Misericordia del Sagrado Corazón del Salvador, Nuestro Padre Jesús del Soberano Poder en las Negaciones y Lágrimas de San Pedro Apóstol, Nuestra Señora de Guadalupe, Santa María de la Jara, San Juan Diego de Cuahtlatoatzín y Beato Juan Pablo II. (El Pusillus Grex)
Surgida como Agrupación Parroquial en el año 2000 en la Parroquia de San Pedro Apóstol, en la Jara, tras una intensa labor pastoral anterior, motivada por la llegada de la Virgen de Guadalupe en 1995, y el Señor del Soberano Poder en 1996. Ya en el año 2006, una vez bendecida la nueva parroquia de la Jara, el obispo de la Diócesis de Asidonia-Jerez, D. Juan del Río Martín, aconseja que se plantee el futuro de la Agrupación en un barrio más céntrico de la ciudad. Tras mucha meditación, en abril de 2010 son reconocidos como nueva Agrupación Parroquial de la feligresía del Carmen, trasladándose a la Iglesia de la Stma. Trinidad, sede canónica de la Hermandad de los Dolores, para finalmente, trasladarse definitivamente en octubre de 2009 a la Parroquia de Ntra. Sra. del Carmen.  Desde 2011 a 2013 procesionó por la feligresía de Ntra. Sra. del Carmen con el paso de Ntro. Padre Jesús del Soberano Poder. Finalmente, fue erigida Hermandad el 23 de febrero de 2013, realizando Estación de Penitencia a la Iglesia Mayor el lunes santo a partir de 2014 con el paso de Ntro. Padre Jesús del Soberano Poder.
Cuenta con dos portentosas imágenes, la de Ntro. Padre Jesús del Soberano Poder, de Juan Antonio Gónzález García ("Ventura"), realizada en madera de cedro, y que representará el momento de las tres negaciones del Apóstol San Pedro, y la talla de Ntra. Sra. de Guadalupe, también de Juan Antonio González García ("Ventura"), de estilo sevillano (inspirada en la cantaora Juanita Reina), y realizada sobre madera de cedro. Además, poseen una virgen mariana de gloria, igualmente gubiada por Juan Ventura, bajo la advocación de Santa María de la Jara, en alusión al barrio que vio nacer a esta hermandad.

### Martes Santo
En el Martes Santo procesionan dos cofradías.
Muy Humilde y Franciscana Hermandad de Penitencia de Nuestro Padre Jesús del Prendimiento y Nuestra Señora de los Desamparados.    (El Prendi)
La Agrupación del Prendimiento, fue fundada por un grupo de jóvenes en la Parroquia de Ntra. Sra. de los Ángeles, en la barriada de El Palmar de San Sebastián en 2007, y erigida como Agrupación Parroquial en enero de 2008. La imagen de Nuestro Padre Jesús del Prendimiento es obra del escultor cordobés Sebastián Montes Carpio, y fue bendecida el 30 de junio de 2012. Representa el momento en el que es apresado en el monte Getsemaní por la guardia del Templo. Su primera salida procesional fue el Sábado de Pasión de 2013. El 24 de mayo de 2014 fue bendecida la imagen de Ntra. Sra. de los Desamparados, obra también de Sebastián Montes Carpio. El Sábado de Pasión del año 2016 la agrupación es elevada a Hermandad realizando esa misma tarde su última salida procesional en una jornada de vísperas. En el verano del mismo año el consejo de Hermandades le asigna el Martes Santo como día de salida.
Los nazarenos que acompañan a Nuestro Padre Jesús del Prendimiento visten túnica blanca, antifaz y escapulario en azul claro, así como un cordón franciscano.
Piadosa Hermandad y Cofradía de Nazarenos de Nuestro Padre Jesús del Consuelo y María Santísima del Mayor Dolor. (El Consuelo)
Esta Hermandad tiene su sede canónica en la Parroquia de Ntra. Sra. del Carmen, en la calle San Juan. Fue fundada en 1927 por iniciativa de Antonio Moreno Castro, coadjutor de la Iglesia de Ntra. Sra. del Carmen que por aquel entonces era auxiliar de parroquia, y que reunió a un grupo de personas de la feligresía con el fin de crear una Hermandad que ofreciera culto a la imagen de Ntro. Padre Jesús del Consuelo y a la de María Stma. del Mayor Dolor, que tenía la advocación de Nuestra Señora de la Soledad. Procesiona con dos pasos, el de Ntro. Padre Jesús del Consuelo, acompañado por un Cirineo que le ayuda a llevar la Cruz, y el paso de María Stma. del Mayor Dolor. En los primeros años procesionaban el Domingo de Ramos, y en 1934 comenzó a salir de forma definitiva el Martes Santo, aunque la Virgen no lo hizo hasta 1947.
La imagen del Nazareno es de talla completa, anónima, realizada entre 1690 y 1700 y de gran devoción popular desde entonces. Esta imagen, de tamaño natural, fue pensada para presidir un retablo y no para procesionar. Está atribuido con fundamento al imaginero flamenco afincado en Sanlúcar Pedro Rellins que estuvo trabajando en la misma iglesia del Carmen de Sanlúcar y en los años en que se realizó esta portentosa imagen. Fue restaurado por José Miguel Sánchez Peña, además de Enrique Ortega Ortega y Rosa Cabello en 1995. Simón de Cirene es una obra anónima del siglo XVII o XVIII adquirida a la Hermandad de la Esperanza de Triana en 1945. María Santísima del Mayor Dolor es de autor desconocido, de tercer cuarto del siglo XVII, aunque es atribuida al círculo granadino.
Los nazarenos que acompañan a Ntro. Padre Jesús del Consuelo visten túnica y antifaz morado, guantes y cíngulo de color blanco. Los nazarenos que acompañan a María Stma. del Mayor Dolor visten túnica y antifaz negro, capa morada, cíngulo morado y guantes negros.

### Miércoles Santo
Dos Hermandades son las que procesionan en el Miércoles Santo sanluqueño.
Real e Ilustre Hermandad Sacramental y Cofradía de Nazarenos del Santísimo Cristo de los Milagros, Nuestra Madre y Señora de las Penas, San Juan Evangelista, Santa María Magdalena y María Santísima del Rosario. (Los Estudiantes)
La Hermandad de "Los Estudiantes", como se conoce popularmente, tiene su sede canónica en la Parroquia de Santo Domingo, en la calle Santo Domingo, en el Barrio Bajo. Fue fundada en 1950, en su mayoría por estudiantes del grupo religioso Acción Católica (motivo por el cual es conocida como Hermandad de Los Estudiantes), que profesaban una especial devoción a un Cristo Crucificado que se veneraba en esta iglesia y que formaba parte de un calvario del antiguo altar mayor de la iglesia y que se destruyó en un incendio, siendo esta imagen la única en salvarse aunque en un estado lamentable, mandando a su restauración en 1950 al sevillano Carlos Bravo Nogales. Comenzó a salir en el Lunes Santo, aunque ya en 1953 se traslada al Miércoles Santo. Sale en procesión con un único paso, un paso de misterio en donde se encuentra un Crucificado, llamado el Santísimo Cristo de los Milagros, acompañado de su madre, la Virgen de las Penas, de San Juan Evangelista, y de Sta. María Magdalena.
La imagen del Santísimo Cristo de los Milagros, es una obra documentada del imaginero Miguel Adams, maestro de Martínez Montañés y data de 1592. Representa a Cristo crucificado en el momento preciso en que acaba de expirar. Pertenecía o formaba parte de un calvario que remataba el antiguo altar mayor de la iglesia de Santo Domingo y que fue destruido por un incendio. Esta imagen ha sido restaurada en dos ocasiones, la primera fue en 1950, en los talleres sevillanos de Carlos Bravo Nogales; la segunda, se realizó en 1986 por Juan Manuel Miñarro López.
La talla de la Virgen en primera instancia se reconoció igualmente a Miguel Adams, pero posteriores estudios de la obra descartaron esta idea, concluyendo que la talla tenía distintos rasgos al crucificado, se decantaban hacia Juan de Astorga, en la primera mitad del siglo XIX. Antiguamente recibía el nombre de Ntra. Sra. de los Dolores. María Magdalena y San Juan salieron de la gubia de Antonio Eslava en 1966, y costeadas por el Hermano Mayor de entones, Pedro Barbadillo Romero.
Los nazarenos que acompañan a sus Sagrados Titulares, visten túnica, antifaz, guantes, calcetines y zapatos de color negro, fajín de color carmesí.
Antigua y Venerable Hermandad y Cofradía de Nazarenos del Santísimo Cristo de las Misericordias en su Flagelación y Nuestra Señora de los Dolores Coronada (Los Dolores).
La Hermandad de Los Dolores tiene su sede canónica en la Iglesia de la Stma. Trinidad, en la Plaza de la Santísima Trinidad (junto a la Plaza de Abastos), en el Barrio Bajo. Según sus primitivas reglas la actual Hermandad fue fundada por la Venerable Orden Tercera de los Siervos de María Santísima de los Dolores en 1793 en la Iglesia de la Stma. Trinidad, donde aún hoy tiene establecida su residencia. En 1934 es reorganizada por el gremio de los carniceros. Procesiona con dos pasos, el misterio de la Flagelación del Stmo. Cristo de las Misericordias, y el paso de Ntra. Señora de los Dolores. La Virgen de los Dolores recibió en 2007 la Medalla de Oro de la Ciudad. No obstante, está en trámite el expediente para la Coronación Canónica de la imagen. Mantiene la Hermandad además estrechas relaciones con la sevillana Hermandad de Las Cigarreras, pues el paso de misterio de la Hermandad fue el antiguo paso de misterio de la corporación sevillana, además de los sayones del propio paso y que acompañan al Señor. La Virgen de los Dolores fue coronada canónica ente el 25 de julio de 2022.
La imagen del Santísimo Cristo de las Misericordias se incorporó a la Hermandad en 1934. Fue hallada en ese mismo año en el antiguo Convento de Padres Hospitalarios de San Juan de Dios, hoy bodega, de la calle Misericordias (de ahí viene su nombre), junto a la Basílica Menor de Ntra. Sra. de la Caridad Coronada. Es una imagen del siglo XVI, de estilo renacentista, y su autor podría ser un monje de la Orden Hospitalaria. Ha sido restaurado por Manuel Pineda Calderón en 1934 y por Francisco Berlanga de Ávila en 1985. Le acompañan tres sayones, adquiridos a la Hermandad de Las Cigarreras en 1975, atribuidos a Benito de Hita y Castillo del siglo XVIII, y un soldado romano, obra del sevillano Fernando Aguado en 2013. 
La imagen de Ntra. Sra. de los Dolores existía en el momento de constituirse la Hermandad, por lo que posiblemente sea del siglo XVII o principios del XVIII. Su autor es desconocido, aunque son muchos los que la atribuyen a Luisa Roldán, "La Roldana", mientras que otras fuentes la atribuyen y a Jerónimo Hernández. El busto de la imagen es de terracota y las manos de madera de cedro. En 1981 fue restaurada por el escultor sevillano Luis Álvarez Duarte, que le hizo nuevo candelero y nuevas manos, ambas en madera de cedro. En 2002 vuelve a ser restaurada, por este mismo escultor, para consolidar el estado de la imagen.
Los nazarenos que acompañan al Santísimo Cristo de las Misericordias visten túnica, capa y guantes blancos, antifaz y cíngulo rojo. Los que acompañan a Ntra. Sra. de los Dolores visten túnica, antifaz, capa y guantes negros; cíngulo amarillo y escapulario servita, que en su parte delantera presenta un corazón clavado de siete puñales y en la trasera el anagrama de "esclavo" (siervo).
El 23 de julio de 2022 fue coronada canónicamente por el Obispo de la Diócesis de Asidonia-Jerez, D. José Rico Pavés en una misa pontifical celebrada en la plaza de la paz. Tras la celebración la imagen fue llevada a su sede canónica en su paso de palio en una procesión multitudinaria por las calles del Barrio Bajo de la ciudad donde el pueblo demostró su cariño y devoción hacia esta advocación mariana.

### Jueves Santo
En el Jueves Santo, salen a la calle tres cofradías.
Fervorosa, Humilde y Franciscana Hermandad y Cofradía de Nazarenos de Ntro. Padre Jesús Cautivo, María Stma. de la Estrella, Madre de la Iglesia, y San Francisco de Asís. (El Cautivo)
Esta Hermandad reside en la Iglesia de los Desamparados, en la céntrica Plaza de San Roque, en el Barrio Bajo. Los antecedentes de esta Hermandad hay que buscarlos en la gran devoción que existía en la Sanlúcar de los años 40 y 50 hacia un cuadro que representaba a Nuestro Padre Jesús Cautivo, en actitud humilde, que portaba un escapulario de la Orden Trinitaria. La Cofradía fue fundada en 1948. Se trata de una Hermandad importantísima de Sanlúcar de Barrameda. Procesiona con dos pasos, el de Nuestro Padre Jesús Cautivo, y el de María Stma. de la Estrella.
El Cristo del Cautivo, realizada en madera de ciprés, es obra de Antonio Eslava Rubio. El Cristo fue tallado en 1948, y fue restaurado en el año 2000 por Juan Manuel Miñarro, además de otras restauraciones. Presenta a Jesús maniatada en el momento de su prendimiento. Jesús Cautivo es una imagen de una enorme devoción popular. Tras él, cada Jueves Santo, decenas y decenas de sanluqueños, especialmente mujeres, hacen "penitencia" de sus pecados y le piden multitud de promesas al Señor.
La Virgen de la Estrella fue en 1949 tallada también por Antonio Eslava Rubio. Realizada en madera de ciprés, fue restaurada en 1988 por Francisco Berlanga.
Los nazarenos que acompañan la imagen de Ntro. Padre Jesús Cautivo, visten túnica morada, de cola, y antifaz del mismo color y cíngulo franciscano. Los que acompañan la imagen de María Stma. de la Estrella, visten túnica y capa blanca, antifaz de terciopelo azul y cíngulo franciscano.
Muy Ilustre, Venerable y Fervorosa Hermandad y Cofradía de Nazarenos del Santísimo Cristo de la Expiración, Primitivo de las Aguas, María Santísima de la Esperanza Coronada y Santa Ángela de la Cruz. (La Esperanza)
La cofradía de la Esperanza tiene su sede canónica en la Parroquia de San Nicolás de Bari, en la Plaza de San Francisco, en el Barrio Bajo, aunque la Hermandad está muy ligada al vecino Barrio Marinero. La Hermandad fue fundada en 1925, y erigida canónicamente en 1926. Hasta 1927 solo procesionaba el Cristo, pues procesiona con dos pasos, el del Stmo. Cristo de la Expiración, y el de María Stma. de la Esperanza Coronada.
El Crucificado, de gran devoción popular, es anónimo del siglo XVI o XVII. Los primeros datos que se tienen de esta talla, datan de 1663, perteneciendo a la Ilustre Hermandad de Mareantes en los siglos XVII y XVIII, y era conocido por recibir devoción de muchos fieles que le pedían lluvias en épocas de sequía, bajo la advocación de Cristo de las Aguas. Está catalogada como monumento histórico-artístico nacional y como una de las 100 mejores tallas de España. Recibió la medalla de la ciudad en 2001. Representa el momento en el que Cristo expira en la Cruz. Está realizada en madera de cedro policromada, tiene una altura de 1,76 metros. La imagen del Stmo. Cristo de la Expiración fue restaurada en Sevilla, en 1985, en los talleres de Juan Miñarro López.
La imagen de la Stma. Virgen de la Esperanza es obra del valenciano Pio Mollar Franch del año 1927. La Junta de Gobierno envió al escultor una postal de la Virgen del Rosario de la sevillana Hermandad de Monte-Sion para que le sirviese de modelo. Está realizada en madera de mélix. La dolorosa recibió el honor de ser Coronada Canónicamente siendo la primera dolorosa de Sanlúcar en estar coronada, y la segunda virgen sanluqueña, después de la patrona de Sanlúcar, Ntra Sra. de la Caridad Coronada en 1965. Además ese día, la Virgen recibió la Medalla de Oro de la Ciudad. Por otro lado, la Hermandad también saca en procesión en el mes de noviembre a la imagen de Santa Ángela de la Cruz, titular de la Hermandad.
Los nazarenos que acompañan al Stmo. Cristo de la Expiración, visten túnica, antifaz, calcetines y zapatos de color negro. Cíngulo, botonadura, capa y guantes de color blanco. Los nazarenos que acompañan a la Stma. Virgen de la Esperanza, visten túnica, capa, calcetines y guantes blancos. Antifaz y botonadura en terciopelo verde y cíngulo del mismo color. Zapatos de color negro.
Fervorosa y Lasaliana Hermandad y Cofradía de Nazarenos de Nuestro Padre Jesús del Silencio, Santísimo Cristo de la Redención, María Santísima del Amor y San Juan Bautista de La Salle. (El Silencio)
La Hermandad tiene su sede canónica en la Iglesia de San Francisco, en la Plaza de San Francisco, en el Barrio Bajo. Fue fundada en 1981 por un grupo de antiguos alumnos lasalianos, aunque es erigida hermandad en 1986. Procesiona con dos pasos, el de Jesús del Silencio, y el de María Santísima del Amor. La primera Estación de Penitencia se realiza en 1986 sólo con la imagen de Nuestro Padre Jesús del Silencio. En la Semana Santa de 1994, se realizó por primera vez la Estación de Penitencia con la imagen de María Santísima del Amor. Desde 1986 hasta 2011 hizo Estación de Penitencia en la Madrugada, y desde 2012 lo hace el Jueves Santo.
El Cristo del Silencio es anónimo del finales del siglo XVI o principios del XVII, aunque con rasgos de la escuela granadina de Mena. Ha sido restaurado en el año 2001 por Rafael Rivera Valle. Cabe señalar que posee pelo natural. Está realizada en madera de pino. Lleva melena de pelo natural. Fue restaurado en 1981 por José Rodríguez Rivero-Carrera, y en 2001 fue nuevamente restaurada por Rafael Rivera Valle.
El Crucificado de la Redención también es también anónimo de finales del siglo XVI o principios del XVII, aunque no sale en procesión. Está realizada en madera de cedro, y restaurado en 2014 por Salvador Guzmán.
La imagen de María Santísima del Amor no tiene autor documentado, aunque puede atribuirse casi con toda seguridad a la gubia de Diego Roldán Serrallonga, nieto de Pedro Roldán "El Viejo", y sobrino de Luisa Roldán, "La Roldana". Su ejecución está fechada hacia 1752, ya que se expone por primera vez al culto coincidiendo con la bendición de la Iglesia de San Francisco. Está realizada en madera de pino la mascarilla y de pino de Oregón el candelero.
Como su propio nombre indica, la Hermandad procesiona en absoluto y riguroso silencio, solo roto por las voces del capataz, el rachear de los costaleros y el sonido de la campana que acompaña a la Cruz de Guía avisando de la llegada de la Cofradía.
Los nazarenos que acompañan a ambas imágenes visten capirote y túnica de cola de ruán negro, con el escudo de la Hermandad bordado a la altura del pecho, cinturón ancho de esparto, zapatillas negras de esparto y calcetines negros.

### Viernes Santo (mañana)
Durante la mañana del Viernes Santo procesiona una sola cofradía:

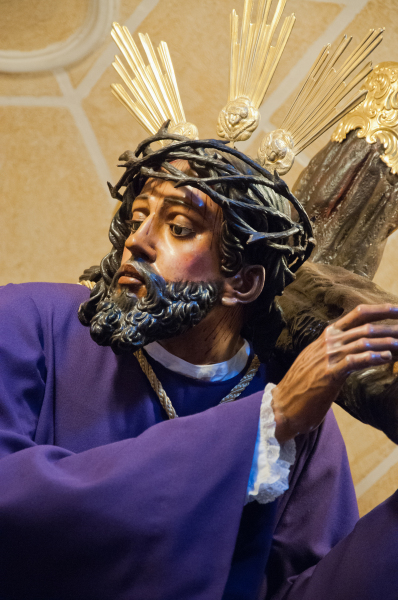
Cristo del Nazareno de Sanlúcar de Barrameda

Muy Antigua, Real e Ilustre Hermandad y Primitiva Cofradía de Nazarenos de Nuestro Padre Jesús Nazareno, Santa Cruz de Jerusalén, Nuestra Señora de la Amargura y San Juan Evangelista. (El Nazareno)
La Hermandad de El Nazareno tiene su sede canónica en la Basílica Menor de Ntra. Sra. de la Caridad Coronada, en la calle Dorantes, en el Barrio Alto. Esta Hermandad fue fundada por los monjes Agustinos provenientes de Chipiona a finales del año 1573 o principios de 1574 en el Convento San Agustín sito en calle Santiago y a los pocos meses de perder un litigio con los Hermanos del "Dulce Nombre de Jesús" los cuales tenían Ermita propia donada por D. Bartolomé de Guisa en la calle Ancha esquina calle Las Cruces. 
En 1835 es cuando se traslada definitivamente a la Caridad después de años de idas y venidas al extinto Convento de San Agustín, en la actual calle San Agustín. Procesiona con dos pasos, el de Ntro. Padre Jesús Nazareno, y el de Ntra. Sra de la Amargura, acompañada por San Juan Evangelista.
Cuando sale el Nazareno, la Semana Santa sanluqueña alcanza su punto álgido, su punto más devoto y tradicional. El Nazareno, además, fue nombrado "Alcalde Honorario" de la ciudad por el Ayuntamiento de Sanlúcar, y también tiene concedida la Medalla de Oro de Sanlúcar. 
Al igual que la Cofradía, sus imágenes son muy antiguas también. Nuestro Padre Jesús Nazareno es imagen de talla completa, en madera de cedro policromada, bellamente esculpidos cabeza, manos y pies, de una dulce y serena belleza. De autor anónimo del siglo XVII, se ha venido atribuyendo por algunos al entorno de Francisco de Ocampo, lo que no se puede confirmar ni documentalmente, ni por su análisis estilístico debido a las reformas sufridas. En 1780 es retocada su policromía por el maestro Juan Muñoz. En el invierno de 1782, el escultor gaditano Juan Gandulfo realiza una amplia reforma de la talla, desmontado ésta, confeccionando nuevas manos, componiendo la cabeza, retallando la cabellera y colocándole nuevos ojos, de cristal, con lo que sus facciones cambiaron totalmente. En 1970 el imaginero Antonio Eslava Rubio, sustituyó el faldellín de tela encolada por uno de escayola. En la primavera de 1991 fue restaurado por el profesor Juan Manuel Miñarro. La Cruz que porta en su salida procesional se tiene constancia desde 1834.

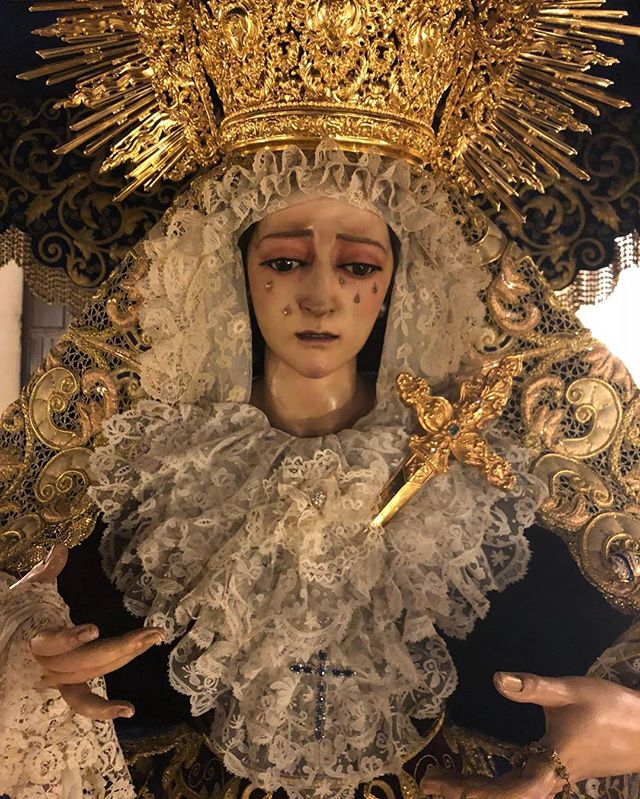
Virgen de la Amargura de Sanlúcar de Barrameda

Con respecto a Ntra. Sra. de la Amargura, tradicionalmente se ha venido atribuyendo por la bibliografía local como obra de escuela sevillana de fines del siglo XVII, vinculándola al escultor Pedro Roldán o a su hija Luisa, "La Roldana". Está documentado que la primitiva imagen de la Amargura, con la advocación de Ntra. Sra. de las Virtudes, es anterior, pues queda recogida en el Libro de Reglas de su Hermandad de 1656. Esta talla, a principios del siglo XVIII, debía encontrarse en tan lamentable estado como para que en 1713 se decidiera rehacerla, aprovechando sólo manos y candelero, descartándose, por tanto, la atribución tradicional a Roldán o a su hija, por cuanto murieron en 1699 y 1704 respectivamente, y abre el camino hacia aquellos con una producción artística en estas primeras décadas del Setecientos, como al holandés afincado en Sanlúcar, Pedro Relingh. La imagen sufrió una importante reforma a fines de 1782, realizada por el pintor Bernardo Vidal. Desde entonces ha sufrido diversas restauraciones, como la que en 1951 efectuó el imaginero Antonio Eslava Rubio, y que repitió en 1975. Años más tarde, en 1979, sería Luis Ortega Bru el encargado, restaurándose su candelero en 1986-87. A lo largo de la historia, esta imagen ha recibido culto bajo las siguientes advocaciones: Ntra. Sra. de las Virtudes, Ntra. Sra. de la Soledad, Ntra. Sra. de la Amargura, Ntra. Sra. de los Dolores y Ntra. Sra. del Desconsuelo.
Le acompaña bajo palio San Juan Evangelista, que es talla completa. Se ha venido también atribuyendo a Pedro Roldán o a su círculo, y aunque la Hermandad poseyó una que debió realizarse por eses fechas, recogida su existencia desde 1708, la hipótesis anterior queda desechada al documentarla como obra del escultor Diego Roldán Serrallonga, nieto de Pedro Roldán "El Viejo", y sobrino de Luisa Roldán, "La Roldana", que aprovechando el cuerpo de la talla primitiva, le esculpió nueva cabeza y manos en 1759. En 1782 fue retocada por el mismo Bernardo Vidal, que volvió a encarnar cabeza y manos. En 1953 fue restaurada por Antonio Eslava Rubio y más recientemente, en 1991, por Juan Manuel Miñarro. Tradicionalmente la imagen de San Juan procesionaba en solitario, en un paso que precedía al de la Virgen. Existen pruebas documentales de que ya en 1923 se incorpora la imagen de San Juan al paso de la Virgen, componiendo así la iconografía actual. Además de estas imágenes procesionaban, cada una en su paso, la Santa Cruz de Jerusalén (vendida a fines de 1927) y la Santa Mujer Verónica (vendida a fines de 1924).
Hasta 2019 hacía su salida procesional en la Madrugá, pero a partir de 2022 sale en la mañana del Viernes Santo
Los nazarenos que acompañan a la imagen de Nuestro Padre Jesús Nazareno, visten túnica morada con cíngulo en morado y oro entrelazado, guantes negros. Los que acompañan la imagen de Nuestra Señora de la Amargura y San Juan Evangelista, visten túnica morada con cíngulo en morado y blanco entrelazados, capa blanca con el anagrama de María en el hombro izquierdo.

### Viernes Santo (tarde)
El Viernes Santo procesionan un total del tres hermandades:
Hermandad y cofradía de nazarenos de la Tercera Caída de Nuestro Señor Jesucristo, María Santísima del Rocío, san Pedro apóstol y beato Marcelo Spínola.
Tiene su sede en la Parroquia de San Pedro de la Jara. Fundada en 2012 y reconocida por la Diócesis en 2013, el 28 de febrero de 2014 es bendecida la primitiva imagen de Ntro. Padre Jesús en la Tercera Caída a la que dieron culto, obra de Miguel Cordero Romero, que comienza a procesionar desde el Sábado de Pasión de 2015 por las calles de su feligresía. El 7 de julio de 2018 se bendijo la Virgen del Rocío, realizada por el escultor Darío Fernández Parra, y el 22 de febrero de 2025 se sustituyó la primitiva imagen del Señor por la actual, también de Darío Fernández. Ese mismo día, la agrupación es elevada a hermandad de penitencia. Seguirá procesionando el Sábado de Pasión a la espera de serle asignada una jornada de la Semana Santa, previsiblemente en 2026.
Muy Antigua, Real e Ilustre Hermandad del Santísimo Cristo de la Vera-Cruz y Nuestra Señora de la Soledad en los Misterios Dolorosos del Santo Rosario. (La Vera+Cruz)

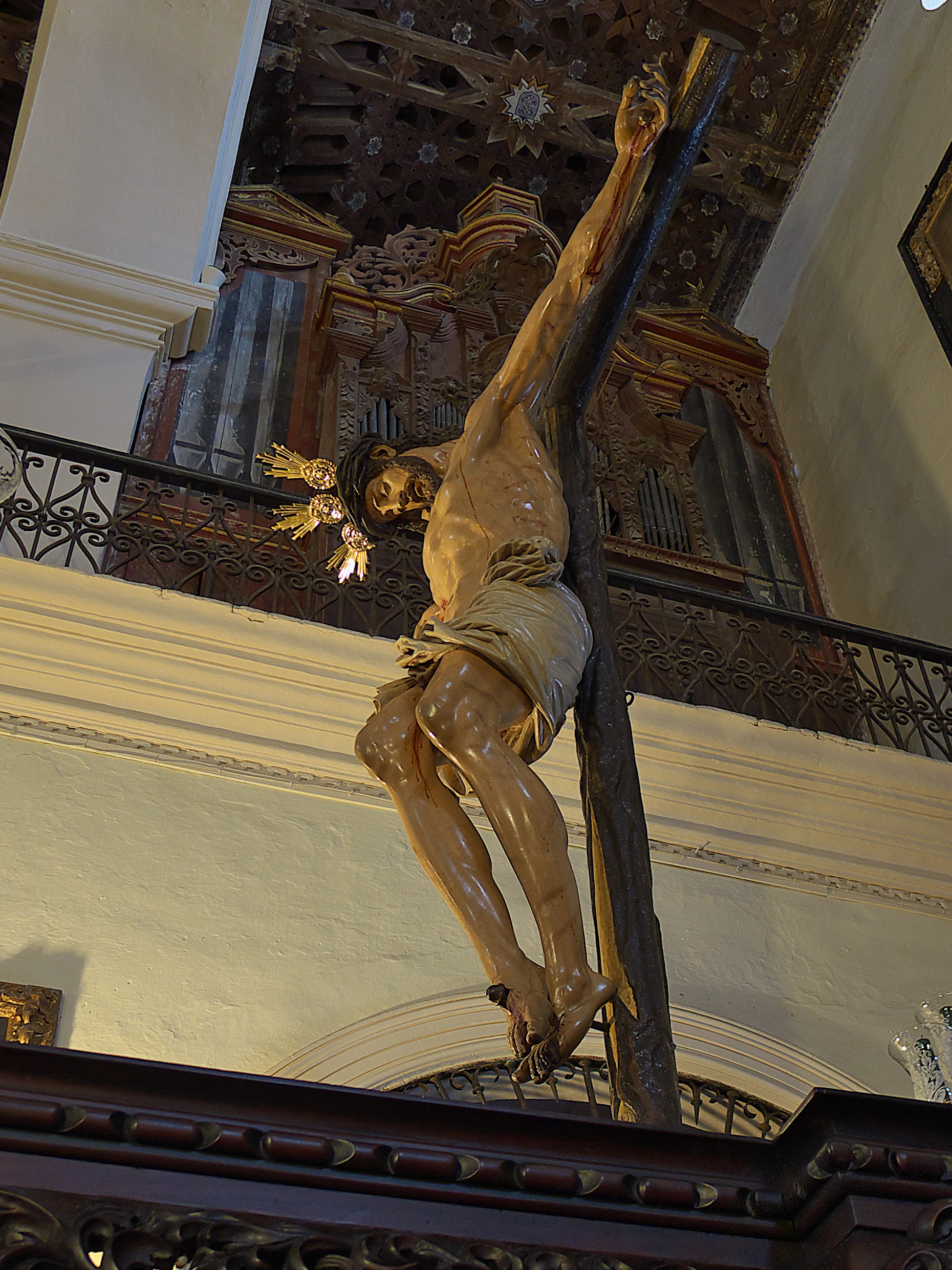
Santísimo Cristo de la Vera-Cruz

La Hermandad de la Veracruz tiene su sede canónica en la Parroquia de Ntra. Sra. de la O, situada en la Plaza de la Paz, en el corazón del Barrio Alto. La Hermandad es fundada oficialmente en el siglo XVI, siendo una de las Hermandades más antiguas. Sin embargo, en el siglo XV, se encuentran referencias de ella como asociación de la luz y flagelantes de la Vera-Cruz, y tenía en la calle de los Trapos una capilla llamada San Sebastián, que a su vez era hospital. En el siglo XVII se instaura en el entonces Convento de la Merced. Fue una Hermandad de gran prosperidad, ligada a la nobleza local y a distintos gremios. Sin embargo, en el siglo XIX, entró en decadencia, coincidiendo con un período de continuos cambios de sedes, desde La Merced, al Convento de Madre de Dios, la Parroquia del Carmen, hasta instaurarse definitivamente en la Parroquia de Ntra. Sra. de la O. La cofradía tiene dos pasos, el del Stmo. Cristo de la Veracruz, y el de la Virgen de la Soledad. 
El Stmo. Cristo de la Vera Cruz, de excelente composición, pues se le tiene por uno de los Crucificados de más perfecta hechuras de los que se conocen y veneran en Andalucía, fue obra de Francisco de Ocampo allá por 1620 (presenta grandes analogías con la imagen del Cristo del Desamparo y Abandono, de la sevillana Hermandad del Cerro del Águila, que está atribuida también al círculo de Francisco de Ocampo. Fue restaurado en 2005 por el Instituto Andaluz de Patrimonio Histórico. Está catalogado, junto a la imagen del Stmo. Cristo de la Expiración de la Hermandad de La Esperanza, como una de las 100 mejores tallas de España. La imagen del Cristo de la Vera-Cruz está realizada en madera de cedro policromada. Es del más puro estilo barroco sevillano. Presenta a Cristo muerto en la Cruz, cabeza hacia el lado derecho, brazos colgados del travesaño, manos abiertas.
La talla de la Virgen datada en el siglo XVIII, es de autor desconocido, restaurada por Antonio Eslava en 1974. La Virgen, además, es Patrona de Capataces y Costaleros de Sanlúcar, estando muy ligada a la asociación cofrade "El Rincón del Costalero". Además, destaca el paso de la Hermandad por el estrecho Arco de Rota.
Los nazarenos que acompañan a ambas imágenes visten túnica y antifaz negro, cruz blanca en el pecho, cordón franciscano.
Muy Antigua, Venerable, Real e Ilustre Hermandad de María Santísima de las Angustias. (Las Angustias)
Su sede canónica radica en la Parroquia de Nuestra Señora del Carmen, sita en la calle San Juan, en el Barrio Bajo. No se sabe con toda seguridad cuándo se fundó la Hermandad, aunque es probable que haya sido entre 1650 y 1660. No obstante, queda ya clara constancia de su existencia a principios del siglo XVIII, en el convento de La Victoria, del que fueron expulsados por los frailes que se quedaron con la mayor parte del patrimonio, incluida la talla de la Virgen, si es que existía. En el siglo XIX sacaba tres pasos a la calle, el de las Angustias, que procesiona bajo palio (siendo la primera Hermandad en sacar una imagen bajo palio), el de la Santa Cruz y el de San Juan. En 1807 se cambia la iconografía de la Virgen, pasando de una imagen de rodillas a un conjunto pietista. Desde 1918 procesiona sin palio la Virgen. En la actualidad, la Hermandad procesiona con un único paso, el de María Stma. de las Angustias. 
También existe cierta controversia sobre la autoría de la Virgen de las Angustias. Algunas fuentes apuntan a "La Roldana", otras a Diego Roldán (nieto de Pedro Roldán y sobrino de La Roldana), a Juan de Mesa, etc. Un documento del convento de carmelita descalzo, donde la Hermandad estaba residiendo, de 1753, dice, en palabras del vicario sanluqueño, que "labraron e hicieron ymagen", sin precisar que imagen, si el Cristo o la Virgen o ambas. Lo cierto es que ambas esculturas aparecen en un inventario de 1759. Podríamos interpretar que "hicieron ymagen" hace referencia a que la Virgen fue ejecutada a mediados del siglo XVIII, descartándose por tanto las hipótesis de autoría de los artistas anteriores, o que esa expresión quiere decir que la Hermandad compró la imagen, pudiendo tener dicha imagen un siglo de antigüedad, y por tanto, se podría sostener la autoría de La Roldana o de Juan de Mesa. Por tanto, la imagen fue realizada en el último tercio del siglo XVII o en el siglo XVIII. En la iconografía original, en la que la Virgen estaba arrodillada al pie de la Cruz, la imagen tenía manos entrelazadas que todavía conserva la Hermandad. En 1807, el grupo pasional cambia pasando la Virgen de ser una Dolorosa en soledad, a una Piedad, representándose el misterio de la Sexta Angustia de María que también se acomoda a su advocación. Para ello, la imagen tuvo que sufrir un cambio en su postura, para lo que se modificó su candelero y en parte su movimiento, pasando de tener las dos rodillas en tierra a apoyar solo la derecha, sirviendo la otra de sostén para el cuerpo de su Hijo. Además se le hicieron unos brazos articulados y se le sustituyeron las manos entrelazadas por las actuales, con las que sostiene con la izquierda la cabeza y con la derecha la mano derecha del Hijo. En 1991, la imagen sufrió una importante restauración, ejecutada por el equipo de restauración de madera policromada del Conjunto Monumental de la Cartuja de Sevilla, dirigido por David López Álvarez. Se desmontó la imagen por completo, realizándose nuevo candelero y brazos articulados de madera de cedro.
Con respecto a la actual imagen del Cristo yacente (que no tiene nombre), fue realizada en 1807 en Cádiz por encargo de la Hermandad para el nuevo grupo pasional de la Piedad. Tradicionalmente se le venía considerando como autor a Juan Bautista Petroni, aunque recientes investigaciones han descartado esta idea, pudiendo ser de Cosme Velázquez Merino o José Fernández Guerrero. A pesar de todo, esta imagen, realizada en madera conífera, es obra de un artista de gran valía y de formación forense, pues presenta un depurado estudio de la facies cadavérica y del rigor mortis, resaltando los signos de la muerte su nacarada y sanguinolenta policromía. Cabe resaltar el impresionante conjunto de la Sexta Angustia que conforman ambas imágenes, y muy especialmente el valor artístico del Cristo Yacente. En 1991, la imagen fue restaurada también por David López Álvarez.
Los nazarenos que acompañan a María Santísima de las Angustias, visten túnica de lienzo negro con cola, antifaz de la misma tela y color, zapatos, calcetines y guantes negros, fajín blanco.

### Sábado Santo
El Sábado Santo procesiona una sola hermandad desde 2023, año en el que la Hermandad del Santo Entierro cambiaba su día de salida del Viernes al Sábado:
Muy Antigua, Real, venerable e Ilustre, Archicofradia Franciscana y Primitiva hermandad Sacramental de Nazarenos de las Cinco Llagas y Sangre de Cristo, Santo Entierro de Nuestro Señor Jesucristo,  Soledad de María Santísima y San Francisco de Asís. (El Santo Entierro)
Esta Cofradía tiene su sede canónica en la Iglesia de San Francisco, en la Plaza de San Francisco del Barrio Bajo. La Hermandad fue el resultado de la fusión, en 1680, de tres Hermandades distintas (La Cofradía de las Cinco Llagas y Sangre de Cristo de la que se tiene noticias desde 1480; la del Santo Entierro, de la que igualmente se tienen noticias desde 1480 y la de la Soledad de María Santísima de la que se tienen noticias desde 1515). Las dos últimas se fusionaron en 1580, y esta última fusionada se fusionó a su vez con la Cofradía de las Cinco Llagas y Sangre de Cristo en 1680, dando lugar a la Hermandad actual. No obstante, algunas fuentes indican que la Primitiva Cofradía de Nazarenos de Las Llagas y Sangre de Cristo podría existir ya a finales del siglo XIV. Residía al principio en el extinto Convento de San Francisco (zona actual del pino y barriada de San Diego). La Hermandad estuvo, desde su fundación, muy vinculada a los religiosos Franciscanos de la Observancia. Fue fundada en el convento que estos tenían en la ladera del barranco del Alto de las Cuevas, denominado San Francisco el Viejo, y cuando los religiosos se trasladaron desde su antiguo convento al nuevo (1758) también lo hizo la Hermandad. La cofradía procesiona con dos pasos, el del Santo Entierro de Ntro. Sr. Jesucristo, y el paso de Soledad de María Stma. 
La imagen de Cristo yacente, es una obra del siglo XV o XVI de la escuela italiana, de autor desconocido atribuida a Mercadante de Bretaña. Está realizada en pino silvestre. Tiene hombros articulados, a fin de poder practicarse con esta imagen las ceremonias de la Crucifixión, Descendimiento y Entierro de Jesús que antiguamente se practicaban. Fue restaurado por Pedro Manzano en 1995.
La imagen de la Virgen, es una obra del siglo XVI o XVII de la escuela sevillana, de autor desconocido, aunque atribuida a Luisa Roldán, "La Roldana"
La imagen de la Virgen, es una obra del siglo XVI o XVII de la escuela sevillana, de estilo prebarroco, de autor desconocido y atribuida a "La Roldana". Es una imagen de candelero, tiene 1,6 metros de altura, presenta cabeza inclinada hacia el lado derecho, ojos negros mirando ligeramente hacia abajo, boca semicerrada y manos entrelazadas. Lleva seis lágrimas, tres a cada lado. En 1992 fue restaurada por Emilio Olmedo López. En esta restauración, además de otras importantes actuaciones, se le devolvieron sus antiguas, y originales, manos entrelazadas que sustituyeron a las manos abiertas talladas por Antonio Eslava Rubio.
Ambas imágenes están inscritas en el Catálogo General de Bienes culturales de la Consejería de Cultura de la Junta de Andalucía como patrimonio histórico-artístico andaluz.
Los nazarenos que acompañan la imagen de Cristo yaciente, visten túnica, capirote y guantes negros. Los que acompañan a la imagen de la Stma. Virgen en su Soledad, visten túnica blanca, capirote, escapulario, fajín y guantes negros.

### Domingo de Resurrección
Por último, en el Domingo de Resurrección,
Hermandad de la Santa Cruz, Sagrada Resurrección de Nuestro Señor Jesucristo, María Santísima de la Paz, Santa María Magdalena y San Pedro Apóstol. (El Resucitado)
Con sede canónica en la Iglesia de San Francisco, en el Barrio Bajo, esta Hermandad procesiona con un único paso, el de la Sagrada Resurrección de Ntro. Señor Jesucristo. Fue erigida el 8 de diciembre de 2006, aunque fue creada por un grupo de jóvenes de La Jara como Agrupación Parroquial de la Sagrada Resurrección de Ntro. Sr. Jesucristo en diciembre de 1999 en la Parroquia de San Pedro, encargándoles la imagen del Resucitado al escultor sevillano Juan A. González García, conocido como Juan Ventura. Se constituyen como Asociación Parroquial de San Pedro Apóstol en febrero de 2000, realizando la primera salida procesional en 1999 por las calles de su feligresía. Las imágenes, al no reunir la Parroquia de San Pedro las condiciones necesarias para el mantenimiento de las imágenes, en 2002 definitivamente se traslada la sede canónica de la entonces Asociación Parroquial. Finalmente, el 8 de diciembre de 2006, es aprobada por la autoridad eclesial su constitución como Hermandad, realizando en 2007 su primera Estación de Penitencia a la Iglesia Mayor.
La imagen del Cristo Resucitado, estilo barroco sevillano, está realizada en madera de cedro policromada en 1999 por Juan Ventura. Presenta el momento del diálogo de Cristo que se le aparece la primera persona: a María Magdalena. Fue restaurado entre noviembre de 2003 y enero de 2004 por el escultor onubense David Valenciano Larios.
La imagen de Sta. María Magdalena (encargada en octubre de 1999) y del primer Ángel (encargada en junio de 2000), también son obra de Juan Ventura. El segundo Ángel es obra de David Valenciano Larios del año 2004. El soldado romano, estrenado en el año 2006, es obra del escultor sanluqueño Jesús Guerrero.
La imagen de María Stma. de la Paz es obra del imaginero Israel Cornejo Sánchez y fue bendecida el 16 de febrero de 2014. En el futuro la Hermandad se planteará la constitución de un segundo paso para está imagen.
Los nazarenos que acompañan a la imagen de Ntro. Sr. Jesucristo Resucitado, visten túnica y antifaz blancos, cíngulo blanco y amarillo y zapatos negros.

## Agrupaciones Parroquiales
En los próximos años la nómina de Hermandades sanluqueñas probablemente se verá incrementada ya que existen tres agrupaciones parroquiales que en el futuro podrían constituirse como Hermandades de Penitencia, pudiendo llegar a existir en Sanlúcar 21 hermandades de Semana Santa. Estas agrupaciones procesionan en las jornadas del Viernes de Dolores y Sábado de Pasión por las calles de su feligresía
- VIERNES DE DOLORES: Agrupación Parroquial de Nuestro Padre Jesús de la Bondad y María Santísima del Refugio. Procesiona desde la Capilla de Santiago, representante el momento previo al prendimiento de Jesús con el beso de Judas.
- SÁBADO DE PASIÓN: Agrupación Parroquial Sacramental del Santísimo Cristo del Amor y Humildad ante Caifás, María Santísima de la Salud y Esperanza, Santa Ángela de la Cruz y San Antonio Abad. Fue erigida Agrupación Parroquial el 23 de noviembre de 2014 en la Parroquia de Santa Ángela de la Cruz y San Antonio Abad, del barrio de La Dehesilla. El 7 de mayo se bendice la primitiva dolorosa María Santísima de las Nieves, obra de la escultora sevillana Dolores Léon Peñuela, y el 1 de noviembre del mismo año la imagen de Santa Ángela de la Cruz, obra de Ismael Rodríguez-Viciana Buzón. Tras la Semana Santa del año 2016, la imagen de la Virgen de las Nieves es llevada al taller de Sebastián Montes Carpio para una intervención, pero debido al mal estado de la talla se decide que este imaginero realice una nueva imagen siendo esta bendecida el 4 de agosto del mismo año. El Cristo del Amor y Humildad, obra del sevillano Fernando Aguado, representará el pasaje evangélico de Jesús apresado ante Caifás y fue bendecido el 24 de noviembre de 2018, festividad de Cristo Rey, saliendo por primera vez a las calles de Sanlúcar el Sábado de Pasión del 2019 en un Solemne Vía Crucis. El 13 de diciembre de 2021, el Obispado de Asidonia-Jerez aprueba el cambio de nombre de la Dolorosa titular pasando a denominarse como María Santísima de la Salud y Esperanza desde ese momento.
- SÁBADO DE PASIÓN: Agrupación Parroquial del Santísimo Cristo de la Sed, María Santísima de la Salud, Santa Ángela de la Cruz y San Faustino Míguez.

Esta Agrupación es reconocida como Agrupación Parroquial en enero de 2013, con sede en la Parroquia de Ntra. Sra. de la O. El 7 de junio de 2013 se bendijo la imagen del Santísimo Cristo de la Sed, obra del moronense Manuel Martín Nieto, comenzando a procesionar el Sábado de Pasión de 2014 desde la Iglesia de San Diego. En julio de 2015 la Agrupación se fusiona con el centro pastoral "San Lucas", que rendía culto a un antiguo Nazareno que se encontraba en la Parroquia de la O, llamado Ntro. Padre Jesús de la Salud, por haberse encontrado anteriormente en la ventana del Centro de Salud del Barrio Alto desde la vecina Iglesia de San Diego. Sin embargo, y por compartir nombre con la futura dolorosa, se pasa a llamar "Ntro. Padre Jesús del Gran Poder". Además, la Agrupación procede a bendecir en noviembre de 2015 la capilla "Ntro. Padre Jesús del Gran Poder", ubicada en la calle Palma para dar culto a la Barriada de El Palomar y al Señor del Gran Poder, y desde realizará su salida procesional tanto con el Cruficado de la Sed como con el Nazareno del Gran Poder. Rinde además, culto, a las Ánimas del Purgatorio y la virgen de gloria de Ntra. Sra. del Sufragio, tal y como hacía la antigua Hermandad de las Ánimas de la Parroquia de la O.

## Música
La música que se interpreta en la Semana Santa son marchas procesionales, interpretadas por Bandas de Música (para los palios), Agrupaciones Musicales o Música de Capilla (para los pasos de Cristo). En Sanlúcar, existen tres conjuntos musicales cofrades. 
La Banda de Música "Julián Cerdán", fundada en 1852, es una de las más antiguas bandas de España, e interpreta en la Semana Santa de Sevilla (concretamente en la Hermandad de los Javieres del Martes Santo) y la de Málaga, entre otros lugares, aunque también toca en la Semana Santa sanluqueña. Además, esta Banda ha sacado al mercado dos discos de marchas procesionales.
También existen dos Agrupaciones Musicales: la Agrupación Musical "Ntra. Sra. de la Caridad", y la Agrupación Musical "Sagrada Resurrección", perteneciente a la Hermandad del Resucitado de Sanlúcar, y la Banda de Cornetas y Tambores "Santísimo Cristo de los Milagros", perteneciente a la Hermandad de los Estudiantes.
Con respecto a las marchas procesionales sanluqueñas, su historia es reciente, y en su inmensa mayoría están compuestas para ser interpretadas por Bandas de Música, aunque en realidad relativamente pocas son tocadas en la Semana Santa. Como se ha dicho, la historia de la música cofrade en Sanlúcar es reciente, pues la mayoría de marchas han sido compuestas en las últimas dos décadas. José Antonio López Camacho, exdirector de la Banda de Música "Julián Cerdán" ha sido uno de los grandes contribuyentes de la música cofrade en Sanlúcar, con la creación de algunas marchas para la Hermandades sanluqueñas como "Estrella de los Desamparados", "Amargura Nazarena" o "Victoria de San Miguel". Otro de los recientes impulsores es el sanluqueño Javier Alonso Barba, actual director de la Banda de Música "Maestro Dueñas", de El Puerto de Santa María, que también ha compuesto algunas marchas para la Semana Santa de Sanlúcar, como "Costaleros de la Trinidad" (Los Dolores) o "Esperanza de Sanlúcar" (La Esperanza). Tampoco podemos desdeñar otro autores, como el genial Francisco Javier Alonso Delgado, con "Estrella, Reina de San Roque" (Cautivo) o "La Soledad de María" (Santo Entienrro); Pablo Ojeda, con "Lágrimas Franciscanas" (La Cañita) o "Pasa la Virgen de la Victoria" (La Burrita); Justo Manuel Jiménez Fábregas, con "Esperanza por los Pobres Coronada", marcha de la Coronación Canónica de la Virgen de la Esperanza; Ismael Ancela, con "Reina de San Diego" (Oración del Huerto) o "Sanlúcar te Corona" (Los Dolores); Salvador Daza, con "Angustias de Sanlúcar" (Las Angustias), "Nazareno del Consuelo" (El Consuelo) o "Semana Santa en Sanlúcar"; José Manuel Fernández, con "Dolores de la Trinidad" (Los Dolores) o "Victoria" (La Burrita); Francisco José Fernández Otero, con "Estrella y Rocío", "Himno a la Virgen de la Estrella" u "Oración en San Jorge" (El Cautivo), José Manuel Gil Vidal, con "Consuelo para tu Mayor Dolor" (El Consuelo) y "Lágrimas" (La Cañita); entre otros más. Más discreto es el número de marchas para Agrupación Musical. El compositor Juan Antonio Peña González ha tenido un papel fundamental en este aspecto, con sus marchas "Santísimo Cristo de los Milagros" (Los Estudiantes), "Cristo de la Misericordia" (Los Dolores) y "La Resurrección" (El Resucitado) y "Jesús de la Paz" (La Burrita). Otras marchas son "Perdónalos, Padre" (La Esperanza), de Israel Fernández Escudero; y "Victoria y Azahar" (La Burrita), de Domingo Rodríguez Lagomazzini e Ismael buzón González"
Otra de la música de la Semana Santa es la saeta. En Sanlúcar, los saeteros más importantes han sido Encarnación Marín "La Sallago" (en 1981 recibió en Sevilla el premio "Saeta de Oro") y José María Díaz "El Forestal", entre otros muchos.

## Números de la Semana Santa de Sanlúcar
- 'Hermandad con mayor número de hermanos: La Esperanza, con 1300 aproximadamente.
- 'Hermandad con mayor número de penitentes (nazarenos): La Esperanza, con 800 aproximadamente.
- 'Hermandad con el recorrido más largo: La Cena.
- 'Hermandad con el recorrido más corto: La Oración en el Huerto.
- 'Hermandad que más pronto sale: Nazareno, a las 7:00.
- 'Hermandad que más tarde sale: El Silencio, a las 21:30.
- 'Hermandad que más pronto se recoge: La Oración en el Huerto, a las 22:45 (cruz de guía).
- 'Hermandad que más tarde se recoge: El Silencio, a las 2:00 (cruz de guía).
- 'Hermandad con el recorrido de menor duración: El Silencio, con 4 horas y media aproximadamente.
- 'Hermandad con el recorrido de mayor duración: La Cena, con 11 horas aproximadamente.
- 'Hermandad más antigua: La VeraCruz, del 1595.
- 'Hermandad más moderna: La Tercera Caída, 2025
- 'Templo con más Hermandades: La Iglesia de San Francisco, con tres Hermandades, la del Silencio, el Santo Entierro y el Resucitado[4]  y La Parroquia del Carmen, con tres hermandades, el Consuelo, el Soberano Poder, y las Angustias.

## Hermandades de Gloria
Con respecto a las Hermandades de Gloria, son cinco las existentes en Sanlúcar:
- Venerable e Ilustre Hermandad de Ntra. Sra. de la Caridad Coronada, Patrona Excelsa de Sanlúcar de Barrameda.

Con sede canónica en la Basílica Menor de Ntra. Sra. de la Caridad Coronada, es la Hermandad de la Patrona de Sanlúcar de Barrameda, Ntra. Sra de la Caridad Coronada. Fue fundada en 1609, y entre sus hermanos contó con los duques de Medina Sidonia, que fueron los principales artífices de la construcción de la que es hoy su Basílica, y los que nombraron a la Virgen Patrona de todos sus Estados (Señorío de Sanlúcar, Ducado de Medina Sidonia y Condado de Niebla). La Virgen es de fines del siglo XVI o principios del XVII, y es réplica de la Virgen de la Caridad de Illescas (Toledo). Tuvo una enorme devoción desde el siglo XVII al serle atribuidos varios milagros, hasta tal punto de que la devoción llegó hasta la América española. Es Patrona de Sanlúcar desde 1618, y fue Coronada Canónicamente el 15 de agosto de 1965. Es además Alcaldesa Perpetua de Sanlúcar de Barrameda. Cada 15 de agosto la Virgen sale en procesión por las calles de Sanlúcar, que para la ocasión es adornada con luces, flores y alfombras de sal.
- Pontificia, Real, Ilustre, Fervorosa y Antigua Hermandad y Cofradía de Nuestra Sra. del Rocío de Sanlúcar de Barrameda.

Tiene su sede canónica en la Iglesia de San Jorge, en la calle San Jorge, en el Barrio Bajo. La Hermandad del Rocío de Sanlúcar es la quinta Hermandad filial más antigua de las Hermandades del Rocío. Sus orígenes se remontan a mediados del siglo XIV, con sede canónica en la Parroquia de Ntra. Sra. de la O y más tarde en la Iglesia de la Merced. No obstante, no es fundada oficialmente hasta 1660, fijando su sede canónica en la Parroquia de Santo Domingo. En el siglo XIX se trasladó a la Iglesia de San Francisco, y en 1944, a la Parroquia de San Nicolás. En 1985 finalmente se traslada a la Iglesia de San Jorge, propiedad de la Iglesia Católica inglesa que la cedió a la hermandad.

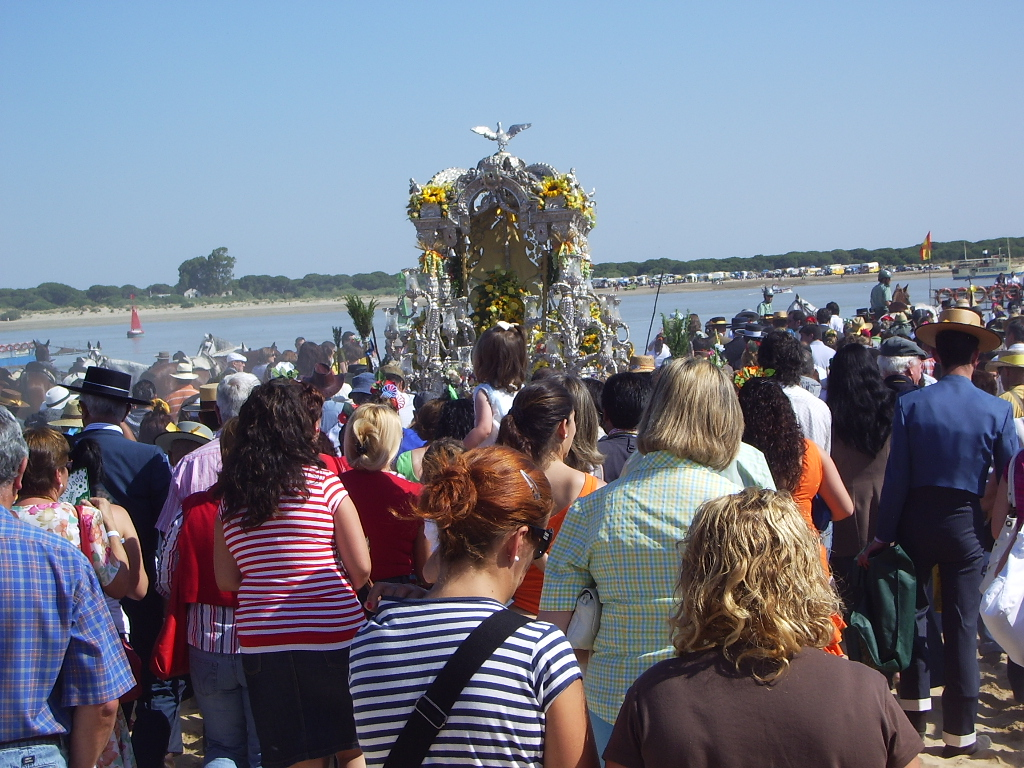
Simpecado de la Hermandad del Rocío de Sanlúcar embarcando en Bajo de Guía de camino a Doñana para llegar al Rocío

Además, la Hermandad tiene su propia imagen de la Virgen del Rocío, concretamente una pequeña imagen a semejanza de la patrona almonteña, que los duques de Medina Sidonia encargaron en el siglo XVI. En el mes de junio, la Hermandad saca en procesión a esta imagen por las calles de Sanlúcar.
- Real e Ilustre Hermandad de San Antonio de Padua

Tiene su sede canónica en la Iglesia de San Miguel (también sede canónica de la Hermandad de La Borriquita), sita en la Puerta de Jerez, en el Barrio Alto. Rinde culto al santo portugués San Antonio de Padua. Cada 13 de junio, día de San Antonio de Padua, el santo sale en procesión por las calles del Barrio Alto sanluqueño.
- Hermandad de Ntra. Sra. del Carmen de Bonanza

En el barrio marinero de Bonanza, esta Hermandad venera a Ntra. Sra. del Carmen, patrona de los marineros. Se trata de una antigua imagen del siglo XVIII anónima, aunque algunos la atribuyen a Benito Hita del Castillo. En 2013 fue restaurada por Salvador Guzmán. Cada 16 de julio, día de Ntra. Sra. del Carmen, la Hermandad saca en procesión marítima la imagen de la Virgen del Carmen, y por la tarde en su paso procesional bajo el fervor popular de la gente de su barrio. La hermandad inició en 2012 los trámites para coronar a su titular debido a la gran devoción que esta imagen tiene en su barrio y fuera de él.
- Hermandad de Ntra. Sra. del Carmen de Bajo de Guía

También en el barrio de Bajo de Guía, que albergara en su día el puerto de Sanlúcar, existe una Hermandad de la Virgen del Carmen. Con sede canónica en la capilla del Carmen, en el corazón de Bajo de Guía, cada último domingo de julio sale en procesión esta Hermandad. Y lo hace de la misma forma que la de Bonanza, con una primera procesión marítima por la mañana con la pequeña imagen de la Virgen del Carmen de la barriada de los marineros llevada en parihuela, y otra procesión, ya por la tarde, con la imagen de la Virgen en un paso imitando a un barco.

## Otras Procesiones de Gloria
Además, existen otras Agrupaciones y procesiones de Gloria en distintos puntos de Sanlúcar, como la del Corpus Christy en mayo/junio desde la Parroquia de Ntra. Sra. de la O; la de Ntra. Sra. de la Divina Pastora de las Almas, desde el Convento de Capuchinos en mayo; la de Ntra. Sra. de los Ángeles el 2 de agosto, en el barrio del Palmar de San Sebastián; la de San Lucas, Patrón de Sanlúcar, el 18 de octubre, desde la Parroquia de Ntra. Sra. de la O; la romería de Ntra. Sra. de la Algaida en octubre, en la Colonia de Monte Algaida; la procesión de Ntra. Sra. de la Medalla Milagrosa, en noviembre, desde la Iglesia de San Diego; y la procesión de Santa Ángela de la Cruz, titular de la Hermandad de la Esperanza, en noviembre.
Número de hermandades y número de pasos
17 hermandades y 28 pasos